# Yuri Norshtéin
Yuri Borísovich Norshtéin (ruso: Юрий Борисович Норштейн; Andréyevka, Óblast de Penza, 15 de septiembre de 1941) es un animador ruso, conocido sobre todo por su mediometraje El cuento de los cuentos, considerado una obra maestra de la animación soviética. 

## Biografía
Yuri Norshtéin nació en el pueblecito de Andréyevka, al oeste de Moscú, cuando sus padres, de origen bielorruso, huían de la invasión alemana durante la Segunda Guerra Mundial. Creció en el suburbio moscovita de Máryina Roscha. Más adelante, calificaría su infancia de "feliz pero dramática". Antes de estudiar animación en la productora Soyuzmultfilm, trabajó en una fábrica de muebles. Cuando terminó el curso, pasó a formar parte de la productora, en 1961. Trabajó como director artístico de varias películas, como ¿Quién dijo miau? (1962), El cocodrilo verde y El zurdo. 
Su primera película como director fue El día 25, el primer día (1968), en la que compartía los créditos como director con Arkadii Tyurin. La película era una conmemoración de la Revolución de Octubre, en la que se utilizaban obras de los artistas soviéticos revolucionarios Petrov-Vodkin y Nathan Altman. 
Su siguiente película fue La batalla de Kérzhents (1971), codirigida con Iván Ivanov-Vanó, a cuyas órdenes Norshtéin ya había trabajado anteriormente. La película trata de la resistencia de los eslavos orientales ante la invasión mongola de la Rus de Kiev, y en ella utiliza varias imágenes medievales (frescos, miniaturas, iconos, etc). Fue un éxito internacional, y obtuvo el máximo galardón del Festival Internacional de Cine de Animación de Zagreb de 1972.
Durante los años setenta, continuó trabajando como animador en varias películas, como El zorro y la liebre (1973), La garza y la grulla (1974) y Erizo en la niebla (1975). Su obra más reconocida, sin embargo, llegó en 1979: El cuento de los cuentos. Esta película, de 27 minutos de duración, no tiene un argumento convencional, sino que se basa en asociaciones mentales. 
Para sus películas de animación, Norshtéin utilizó una técnica especial, consistente en emplear varias láminas de vidrio para dar un aspecto tridimensional. Nunca ha querido utilizar ordenadores en su obra. Durante muchos años ha colaborado con su esposa, la artista Franchesca Yárbusova, y con el cineasta Alexandr Zhukovsky. 
Obtuvo varios premios en los años setenta y comienzos de los ochenta. Sin embargo, en 1985 fue despedido de Soyuzmultfilm por trabajar demasiado lentamente en su última película, aún no terminada, que será presumiblemente un largometraje basado en la obra de Gógol El capote. Cuando fue despedido, después de dos años de trabajo, había logrado terminar diez minutos de película. 
En abril de 1993, Norshtéin y otros tres destacados animadores rusos, (Fiódor Jitruk, Andréi Jryanovsky, y Edward Nazárov), fundaron la Escuela y Estudio de Animación (SHAR Studio) en Rusia. Actualmente, Norshtéin trabaja aún en El capote, proyecto que ha tenido varios problemas financieros. No está claro cuánto tiempo queda para concluir el proyecto, pero existen algunas muestras del largometraje disponibles en Internet:  y .

## Filmografía
- El día 25, el primer día (25-е — первый день, 1968), en colaboración con Arkadii Tyurin.
- La batalla de Kérzhenets (Сеча при Керженце, 1971), en colaboración con Iván Ivanov-Vanó.
- El zorro y la liebre (Лиса и заяц, 1973).
- La garza y la grulla (Цапля и журавль, 1974).
- Erizo en la niebla (Ёжик в тумане, 1975).
- El cuento de los cuentos (Сказка сказок, 1979).